# Schriftsatz (Recht)
Ein Schriftsatz (SS) ist eine schriftliche Erklärung eines Verfahrensbeteiligten gegenüber dem Gericht oder der Verwaltung im Verwaltungsverfahren.
Im Laufe eines Zivilverfahrens gelten oft Schriftsatzfristen.
Ein Schriftsatz besteht aus dem Rubrum und dem Inhalt. Bei gerichtlichen Entscheidungen folgt dem Rubrum der Tenor, Tatbestand und die Entscheidungsgründe.

## Arten
In Gerichtsverfahren wird zwischen vorbereitenden und bestimmenden Schriftsätzen unterschieden:
Vorbereitende Schriftsätze
sollen die mündliche Verhandlung vereinfachen, indem viele Sach- und Streitpunkte bereits im Vorfeld der Gerichtsverhandlung geklärt werden. Dies entspricht der Prozessmaxime des Konzentrationsprinzips, wonach ein Rechtsfall möglichst in einer mündlichen Verhandlung erledigt werden sollte.
Bestimmende Schriftsätze
hingegen beeinflussen unmittelbar den Fortgang eines Verfahrens. Beispielhaft seien für das deutsche Zivilverfahren Schriftsätze erwähnt, die eine Klagerücknahme oder ein Anerkenntnis erklären.
Nachgereichter Schriftsatz